# Пискорский, Владимир Константинович
Влади́мир Константи́нович Писко́рский (29 июля (10 августа) 1867, Одесса ‒ 3 (16) августа 1910, Казань) — российский историк, специалист по истории Испании и Португалии. Профессор Казанского университета по кафедре всеобщей истории.

## Биография
Православный. Из потомственных дворян.
В 1877 году поступил в Санкт-Петербургскую 4-ю прогимназию, где учился в течение двух лет. В 1879 году перешел в Киевскую 1-ю гимназию. В 1886 году окончил курс гимназии и поступил на историко-филологический факультет Университета Св. Владимира. Занимался историей под руководством профессоров И. В. Лучицкого, Ф. Я. Фортинского и В. Б. Антоновича. На втором курсе был награждён серебряной медалью за сочинение «Франческо Ферруччи и его время». В 1890 году окончил университетский курс с дипломом 2-й степени и был оставлен при университете для приготовления к профессорскому званию.
С 1891 года начал преподавательскую деятельность в частной женской гимназии В. Н. Ващенко-Захарченко и кадетском корпусе. В 1894 году выдержал магистерский экзамен и стал преподавать приват-доцентом по кафедре всеобщей истории Университета Св. Владимира. В 1895 году получил ученую заграничную командировку на два года, которые провел в Испании, Франции, Англии и Германии, занимаясь собиранием и обработкой материалов для своих диссертаций, посвященных испанской истории. В 1898 году защитил в Университете Св. Владимира магистерскую диссертацию «Кастильские кортесы в переходную эпоху от средних веков к новым», а в 1901 году — докторскую диссертацию «Крепостное право в Каталонии в средние века». В том же году был избран членом-корреспондентом Академии изящной словесности в Барселоне.
С 1898 года состоял экстраординарным, а затем ординарным профессором по кафедре всеобщей истории в Нежинском историко-филологическом институте князя Безбородко. С 1906 года был ординарным профессором по той же кафедре в Казанском университете.
Написал ряд статей для Энциклопедического словаря Брокгауза и Ефрона. «История Испании и Португалии» Пискорского вошла в состав коллекции «История Европы по эпохам и странам» (под редакцией Николая Кареева и Ивана Лучицкого). Кроме того, напечатал ряд статей, рецензий и отчетов о заграничных командировках в «Журнале Министерства народного просвещения», «Сборнике Историко-филологического общества при институте кн. Безбородко», «Киевской старине», «Чтениях в историческом обществе Нестора-летописца», «Ученых записках Казанского университета», «Русском богатстве», «Русских ведомостях» и «Revista crítica de historia y literatura españolas».
Погиб 3 августа 1910 года на железнодорожной станции Васильево близ Казани, случайно попав под поезд. Тело было перевезено в Киев и похоронено на Зверинецком кладбище.

## Труды
- Франческо Ферруччи и его время. — Киев, 1891.
- Очерки по истории Западной Европы. — Киев, 1894.
- Из прошлых лет Киевского университета. — Киев, 1894.
- Испанские университеты // Русские ведомости, 1896.
- Кастильские кортесы в переходную эпоху от средних веков к новому времени. — Киев, 1897.
- Вопрос о значении и происхождении шести «дурных обычаев» в Каталонии. — Киев, 1899.
- Начало академической свободы в Западной Европе. — Нежин, 1900.
- Состязания поэтов в Каталонии. — Нежин, 1900.
- Крепостное право в Каталонии в средние века. — Киев, 1901.
- История Испании и Португалии. — Санкт-Петербург, 1902.
- О предмете, методе и задачах науки всеобщей истории. — Казань, 1906.
- История представительных учреждений на Западе. Ч. 1-2. — Санкт-Петербург, 1907.
- Экономическая история Западной Европы в новое время: конспект лекций проф. В. К. Пискорского. — Казань, 1907.
- Новые издания памятников итальянской истории. — Казань, 1908.
- История Испании и Португалии. — 2-е изд., доп. — Санкт-Петербург, 1909.
- Новые основы хозяйственной жизни Европы. — Москва, 1910.
- Итальянские университеты. — Казань, 1910.
- Крепостное право в Каталонии в Средние века. — 2-е изд. — Москва, 2011.
- Кастильские кортесы (сословные собрания) в переходную эпоху от Средних веков к Новому времени (1188—1520). — 2-е изд. — Москва, 2011.
- Франческо Ферруччи и его время. Очерк последней борьбы Флоренции за политическую свободу (1527—1530). — 2-е изд. — Москва, 2014.